# Thirtieth Century Wolf
La Thirtieth Century Wolf è stata una compagnia di produzione e distribuzione cinematografica italiana specializzata in produzioni di film comici, appartenuta e fondata nel 1993 dal comico, attore e regista Ezio Greggio e chiusa nel 1999.

## Storia
Nata nel 1993 la prima pellicola prodotta da essa è la commedia parodistica Il silenzio dei prosciutti ed successivamente ha prodotto altri due film, diretti, scritti, prodotti e interpretati da Ezio Greggio: Killer per Caso e Svitati.
Per tutta la sua carriera la casa ha avuto come logo un lupo che ulula e poi, dal troppo ululare, si soffoca. Il lupo del logo è una parodia del logo della MGM e il nome è una parodia della 20th Century Fox.